# Kisaura eumaios
Kisaura eumaios là một loài Trichoptera trong họ Philopotamidae. Chúng phân bố ở miền Cổ bắc.